# Deutsches Geodätisches Forschungsinstitut
Das Deutsche Geodätische Forschungsinstitut (DGFI-TUM) ist ein Forschungsinstitut der Technischen Universität München am Department of Aerospace and Geodesy der TUM School of Engineering and Design.
Das DGFI wurde im Jahr 1952 nach einem Beschluss der Deutschen Geodätischen Kommission an der Bayerischen Akademie der Wissenschaften eingerichtet. Mit Wirkung vom 1. Januar 2015 wurde es in die Technische Universität München integriert. Die am DGFI durchgeführten Forschungsarbeiten umfassen alle Gebiete der höheren Geodäsie. Schwerpunktthemen sind die Realisierung hochgenauer globaler und regionaler geodätischer Referenzsysteme und die Satellitenaltimetrie. Über die Beteiligung an nationalen und internationalen Projekten sowie die Mitarbeit an zentralen Positionen in internationalen wissenschaftlichen Organisationen ist das Institut vielseitig vernetzt. Intensive Kooperationen bestehen vor allem im Rahmen der Wissenschaftsorganisationen IUGG (International Union of Geodesy and Geophysics), IAG (International Association of Geodesy) und IAU (International Astronomical Union).
Direktor des DGFI ist seit 2012 Florian Seitz.